# Shape of You
Shape of You ist ein Popsong des britischen Singer-Songwriters Ed Sheeran. Er wurde im Januar 2017 als Lead-Single seines dritten Studioalbums ÷ veröffentlicht. Das Stück erreichte in zahlreichen Ländern Platz eins der Charts.
Bei den Grammy Awards 2018 erhielt Sheeran für den Song den Preis in der Kategorie Best Pop Solo Performance. Laut IFPI wurden im Jahr 2017 26,6 Millionen und 2018 weitere 14,9 Millionen Einheiten des Liedes verkauft. Auf Spotify war es Ende Dezember 2021 mit über drei Milliarden Streamings das meistgestreamte Lied.

## Hintergrund
Shape of You wurde von Ed Sheeran, Steve Mac und Johnny McDaid geschrieben und von Mac und Sheeran produziert. Den Background-Gesang übernahmen neben Sheeran Geo Gabriel, Travis Cole und Wayne Hernandez. Die Aufnahmen fanden in den Rokstone Studios in London und in den Gingerbread Man Studios statt. Die Abmischung erfolgte durch Mark Stent in seinen Studios in London und Los Angeles, das Mastering wurde von Stuart Hawkes in den Metropolis Studios vorgenommen.
Ed Sheeran hatte den Song ursprünglich für einen anderen Künstler geschrieben und die Idee, dass der Song zu Rihanna passen könnte. Nachdem ihn unter anderem sein Musiklabel überzeugt hatte, das Lied selbst aufzunehmen, war Shape of You der letzte Song, der für sein Album ÷ fertiggestellt wurde.

## Text und Musik
Shape of You ist ein Popsong mit Dancehall- und Tropical-House-Einflüssen. Der im Viervierteltakt komponierte Song ist in cis-Moll geschrieben und besitzt ein Tempo von 96 Schlägen pro Minute. Die Akkordfolge lautet C♯m–F♯m–A–B (i–iv–VI–VII), Sheerans Stimmumfang reicht von G♯3 bis G♯5. Die Instrumentation besteht aus Piano und Gitarren, gepaart mit Marimba-Klängen.
Shape of You besteht aus der klassischen Strophe-Refrain-Form, nach dem zweiten Refrain folgt eine Bridge, bevor sich zum dritten Mal der Refrain anschließt. Inhaltlich erzählt der Song, wie das verliebte lyrische Ich eine Frau in einer Bar trifft, in der es mit seinen Freunden Shots trinkt. In der zweiten Strophe wird die Liebesbeziehung außerhalb der Bar weiter entwickelt.
Die Textzeile Say, boy, let’s not talk too much, grab on my waist and put that body on me im Pre-Chorus wurde wegen des ähnlichen lyrischen Rhythmus mit TLCs No Scrubs verglichen. Als Resultat dessen fügte Sheeran die Autoren von No Scrubs als Co-Autoren von Shape of You hinzu.

## Musikvideo
Mit der Veröffentlichung von Shape of You wurde am 5. Januar 2017 auf Sheerans YouTube-Kanal ein Lyric-Video veröffentlicht. Am 30. Januar 2017 wurde das offizielle Musikvideo veröffentlicht, das von Jason Koenig in Seattle gedreht wurde. Es zeigt Sheeran als Boxer und enthält Anspielungen auf die Filme Rocky und Fight Club.
Sheerans Freundin wird von der Schauspielerin Jennie Pegouskie verkörpert. Bei YouTube wurde das Video über 6,5 Milliarden Mal aufgerufen (Stand: August 2025), es liegt damit auf Platz 5 der meistaufgerufenen YouTube-Videos.

## Rezeption

### Preise
Bei den Grammy Awards 2018 wurde Shape of You mit dem Grammy Award for Best Pop Solo Performance ausgezeichnet. Bei der Echoverleihung 2018 gewann Sheeran mit diesem Lied die Kategorie Hit des Jahres. Weitere Nominierungen erhielt der Song bei den American Music Awards 2017 in den Kategorien Favorite Pop/Rock Song und Video of the Year, bei den BRIT Awards 2018 in den Kategorien British Single of the Year und British Video of the Year, bei den MTV Europe Music Awards 2017 in der Kategorie Bester Song und bei den MTV Video Music Awards 2017 in den Kategorien Song of Summer und Best Pop. Gewinnen konnte Shape of You unter anderem den Preis in den Kategorien Song of the Year und Most Thumbed Up Song of the Year der iHeartRadio Music Awards 2018 und den Preis in der Kategorie Choice Pop Song der Teen Choice Awards 2017.

### Verwendung
Shape of You ist Bestandteil des Computerspiels Just Dance 2018. Auf dem Sampler Punk Goes Pop Vol. 7 ist eine Coverversion von Alec Empires und Nic Endos Musikprojekt Eat Your Heart Out enthalten.

### Rezensionen
Shape of You wurde von den Kritikern überwiegend positiv aufgenommen. Felix Heinnecker von Plattentests.de hält das Lied für „ein(en) Hit, wie er im Buche steht – absolut zeitgemäß, aber universell genug, um langfristig zu halten“. „Der Beat aus Sheerans Effektpedalkiste und der schlagfertige Wechsel zwischen den Parts ergeben gepaart mit dem ultra-eingängigen Chorus ein raffiniertes Stück Musik“, so der Kritiker weiter. Als einziges bemängelte er den „stellenweise schrägen Text, der in schlechten Momenten an John Mayers schleimiges Your Body Is a Wonderland erinnert“.
Für Matthias Reichel stagniert Sheeran in seiner musikalischen Entwicklung keineswegs, für ihn erinnert Shape of You durch die „Marimba-Klänge und sexy Rhythmen“ eher an einen Rihanna-Song. „Grenzwertig“ hingegen findet Kai Butterweck von Laut.de den Song, den er als „Ed Sheerans Grillparty mit Justin Timberlake“ bezeichnete.

## Kommerzieller Erfolg

### Chartplatzierungen
Shape of You erreichte weltweit zahlreiche Nummer-eins-Platzierungen. Am 13. Januar 2017 stieg der Song direkt auf Platz eins der deutschen Singlecharts ein und blieb 15 Wochen auf dieser Position. Gleichzeitig stieg Sheerans weitere Singleveröffentlichung Castle on the Hill am 13. Januar 2017 auf Platz 2 der Charts ein. Noch nie in der Geschichte der deutschen Musikcharts, die seit 1953 veröffentlicht werden, war es einem Interpreten gelungen, mit zwei Singles gleichzeitig auf den Top-Positionen der Charts einzusteigen. Für Ed Sheeran war es der erste Nummer-eins-Hit in Deutschland. Insgesamt war Shape of You 25 Wochen in den Top-10 in Deutschland. Darüber hinaus platzierte sich die Single sieben Wochen an der Chartspitze der deutschen Airplaycharts, solange wie keine andere Single im Kalenderjahr 2017. Am Ende des Jahres belegte Shape of You den ersten Platz in den deutschen Airplay-Jahrescharts, was das Stück zum meistgespielten Radiotitel des Jahres machte.
In den Ö3 Austria Top 40 und in der Schweizer Hitparade stieg die Single ebenfalls auf Platz eins ein, während gleichzeitig Castle on the Hill den zweiten Platz erreichte. Auch hier waren es Sheerans erste Nummer-eins-Erfolge.
Am 13. Januar 2017 stiegen Shape of You auf Platz 1 und Castle on the Hill auf Platz 2 der britischen Singlecharts ein, wodurch Sheeran des Weiteren im Vereinigten Königreich der erste Künstler ist, der mit zwei Singles gleichzeitig auf den Top-Positionen der Charts eingestiegen ist. Insgesamt blieb der Song 14 Wochen auf Platz 1 und 22 Wochen in den Top-10. Im Juli 2017 erreichte das Lied 184 Millionen Streamings im Vereinigten Königreich, wodurch es das am meisten gestreamte Lied in diesem Land ist. Mit 787.000 verkauften Kopien, 244 Millionen (Premium)-Streamings und einer daraus kombinierten Verkaufszahl von 3,2 Millionen war Shape of You das meistverkaufte und meistgestreamte Lied im Vereinigten Königreich 2017 und die drittbestverkaufte Single im Vereinigten Königreich aller Zeiten (bei Berücksichtigung der Verkäufe inklusive den Streamingeinheiten).
Auch in den Billboard Hot 100 gelang Shape of You der Einstieg auf Platz 1, was Sheeran den ersten Nummer-eins-Hit in den Vereinigten Staaten einbrachte. Durch den gleichzeitigen Einstieg von Castle on the Hill auf Platz 6 ist Sheeran der erste Künstler, der mit zwei Liedern gleichzeitig in die Top-10 einstieg. Ab 9. September 2017 blieb Shape of You insgesamt 33 Wochen ununterbrochen in den Top-10 der Hot 100 und stellte damit einen neuen Rekord auf. In den Jahresendcharts 2017 erreichte der Song ebenfalls Platz eins, mit über 2,5 Millionen verkauften Einheiten war er 2017 hinter Despacito der zweitmeistverkaufte Song in den Vereinigten Staaten.
In sämtlichen offiziellen Singlecharts erreichte Shape of You Top-10-Platzierungen, Nummer-eins-Platzierungen gelangen des Weiteren in Australien, Belgien (Flandern und Wallonien), Dänemark, Finnland, Frankreich, Griechenland, Irland, Italien, Kanada, Malaysia, Neuseeland, den Niederlanden, Norwegen, Polen, Portugal, Schweden, der Slowakei, Tschechien und Ungarn.
Mit mehr als 26,6 Millionen verkauften Einheiten war Shape of You die weltweit erfolgreichste Single des Jahres 2017. In Deutschland war das Stück der erfolgreichste Song der 2010er-Jahre.
| ChartsChartplatzierungen       | Höchstplatzierung | Wochen |
| ------------------------------ | ----------------- | ------ |
| Deutschland (GfK)              | 1 (91 Wo.)        | 91     |
| Österreich (Ö3)                | 1 (69 Wo.)        | 69     |
| Schweiz (IFPI)                 | 1 (124 Wo.)       | 124    |
| Vereinigte Staaten (Billboard) | 1 (59 Wo.)        | 59     |
| Vereinigtes Königreich (OCC)   | 1 (98 Wo.)        | 98     |

| ChartsJahrescharts (2017)      | Platzierung |
| ------------------------------ | ----------- |
| Deutschland (GfK)              | 1           |
| Österreich (Ö3)                | 2           |
| Schweiz (IFPI)                 | 1           |
| Vereinigte Staaten (Billboard) | 1           |
| Vereinigtes Königreich (OCC)   | 1           |

| ChartsJahrescharts (2018)      | Platzierung |
| ------------------------------ | ----------- |
| Deutschland (GfK)              | 34          |
| Schweiz (IFPI)                 | 13          |
| Vereinigte Staaten (Billboard) | 71          |
| Vereinigtes Königreich (OCC)   | 31          |

| ChartsJahrescharts (2019)    | Platzierung |
| ---------------------------- | ----------- |
| Vereinigtes Königreich (OCC) | 76          |

| ChartsJahrescharts (2021)    | Platzierung |
| ---------------------------- | ----------- |
| Vereinigtes Königreich (OCC) | 71          |

| ChartsJahrescharts (2022)    | Platzierung |
| ---------------------------- | ----------- |
| Vereinigtes Königreich (OCC) | 67          |

| ChartsJahrescharts (2010–2019) | Platzierung |
| ------------------------------ | ----------- |
| Österreich (Ö3)                | 5           |
| Vereinigte Staaten (Billboard) | 3           |
| Vereinigtes Königreich (OCC)   | 1           |

### Auszeichnungen für Musikverkäufe
Für über 2,4 Millionen verkaufte Einheiten wurde das Lied vom Bundesverband Musikindustrie mit Sechsfach-Platin ausgezeichnet, damit zählt Shape of You zu den meistverkauften Singles in Deutschland. Die Single wurde weltweit mit 124× Platin und 10× Diamant ausgezeichnet. Damit wurden laut Auszeichnungen über 34,5 Millionen Einheiten der Single verkauft, laut IFPI verkaufte sich die Single über 41,5 Millionen Mal.
| Land/Region                  | Auszeichnungen für Musikverkäufe (Land/Region, Auszeichnung, Verkäufe) | Verkäufe                                                |
| ---------------------------- | ---------------------------------------------------------------------- | ------------------------------------------------------- |
| Argentinien (CAPIF)          | 4× Platin                                                              | 80.000                                                  |
| Australien (ARIA)            | 17× Platin                                                             | 1.190.000                                               |
| Belgien (BRMA)               | 7× Platin                                                              | 210.000                                                 |
| Chile (IFPI)                 | Platin                                                                 | 80.000                                                  |
| Dänemark (IFPI)              | 9× Platin                                                              | 810.000                                                 |
| Deutschland (BVMI)           | 6× Platin                                                              | 2.400.000                                               |
| Finnland (IFPI)              | 8× Platin                                                              | 320.000                                                 |
| Frankreich (SNEP)            | Diamant                                                                | 233.333                                                 |
| Italien (FIMI)               | Diamant                                                                | 500.000                                                 |
| Japan (RIAJ)                 | Platin                                                                 | 200.000                                                 |
| Kanada (MC)                  | 2× Diamant                                                             | 1.600.000                                               |
| Neuseeland (RMNZ)            | 13× Platin                                                             | 390.000                                                 |
| Niederlande (NVPI)           | 2× Platin                                                              | 80.000                                                  |
| Österreich (IFPI)            | 6× Platin                                                              | 180.000                                                 |
| Polen (ZPAV)                 | 5× Diamant                                                             | 1.250.000                                               |
| Portugal (AFP)               | 8× Platin                                                              | 80.000                                                  |
| Schweden (IFPI)              | 9× Platin                                                              | 360.000                                                 |
| Schweiz (IFPI)               | 9× Platin                                                              | 180.000                                                 |
| Spanien (Promusicae)         | 11× Platin                                                             | 440.000                                                 |
| Südkorea (KMCA)              | —                                                                      | 5.000.000                                               |
| Vereinigte Staaten (RIAA)    | 13× Platin                                                             | 13.000.000                                              |
| Vereinigtes Königreich (BPI) | 11× Platin                                                             | 6.600.000                                               |
| Insgesamt                    | 125× Platin · 10× Diamant ·                                            | 34.583.333 (laut Auszeichnungen) 41.500.000 (laut IFPI) |

Hauptartikel: Ed Sheeran/Auszeichnungen für Musikverkäufe